# Castell de Montesquiu (Isona i Conca Dellà)
El Castell de Montesquiu era el castell del poble de Montesquiu, a l'antic terme d'Orcau, actualment integrat en el d'Isona i Conca Dellà que centra una vall de la Conca Deçà, o de Tremp. Aquesta vall és l'únic sector del municipi d'Isona i Conca Dellà que geogràficament no pertany a la Conca Dellà.
Estava situat en el turó on es construí el poble del mateix nom, que de primer es formà a redós del castell, però que amb el pas del temps arribà a absorbir el castell, integrant-lo entre les cases del poble.
Actualment, com que tot el poble és en ruïnes, costa molt de discernir les ruïnes del castell i les de les cases, però enmig de tanta ruïna sembla poder-se reconèixer elements pertanyents al castell que fou l'origen del poble.